# Герб Голої Пристані
Герб Го́лої При́стані — офіційний геральдичний символ міста Голої Пристані Херсонської області.

## Опис
Герб міста складається з трьох основних частин:
- Квітка лілія (основа герба).
- Міський мур, пристань.
- Тло (географічне положення міста).

## Значення символів
Квітка лілії символізує красу міста і курортно-оздоровчу зону.
Міський мур із червоної цегли символізує місто, малий мур — мале місто. У контури муру досить символічно, однією лінією, вписується пристань міста, її позначення.
Тло, яке складається із синього і жовтого кольорів, означає блакить води (річки) та пісок (степ).